# 垂鬚飛魚
垂鬚飛魚（学名：Cypselurus naresii），又名納氏燕鰩魚、飛烏，为飛魚科燕鰩魚屬下的一个种。